# Cartaletis monteironis
Cartaletis monteironis là một loài bướm đêm trong họ Geometridae.